# 三富今昔村
三富今昔村（さんとめこんじゃくむら）は、埼玉県三芳町にある環境教育フィールド。

## 概要
三富新田の中にある。石坂産業の資源再生工場を中心に里山再生を目的に整備された環境教育フィールド。所沢絹の養蚕農家を復元した「くぬぎの森交流プラザ」が2015年11月にオープンした。古民家を復元した三富今昔語りべ館がある。土日・祝には太陽光で走るミニSLやまゆり鉄道がくぬぎの森を周回している。三富今昔村に入場する場合、18歳以上の大人は1名につき770円*(税込)の里山保全費(入村料)が必要。*事前申込みの場合は770円、現地受付の場合は880円。

## 所在地・アクセス
- 埼玉県入間郡三芳町上富1589-2
- 三芳スマートICより車で約10分、所沢ICより車で約20分（駐車・駐輪場完備）
- 東武東上線「ふじみ野駅」～くぬぎの森交流プラザ間を無料送迎バス運行中（バス乗車で約30分）
- 西武新宿線「新所沢駅」より、ところワゴン(有料/定員8名)の多聞院ルート「下富霞ヶ台」停留所下車（新所沢駅より約30分）